# Zygmunt Polakowski
Zygmunt Seweryn Polakowski (ur. 28 kwietnia 1883 w Nowosiółkach, zm. 1 listopada 1939 w Bydgoszczy) – polski nauczyciel w Złoczowie i Śremie, dyrektor gimnazjów klasycznych w Nakle i Bydgoszczy.

## Życiorys
Urodził się 28 kwietnia 1883 r. w Nowosiółkach w powiecie złoczowskim w Galicji. Szkołę powszechną ukończył w Harcie k. Dymowa. W latach 1894–1902 pobierał edukację w Państwowym Gimnazjum w Przemyślu (typ klasyczny), zakończoną zdaniem egzaminu dojrzałości z odznaczeniem. Studia uniwersyteckie odbył w latach 1902–1906 na Wydziale Filozoficznym Uniwersytetu Jana Kazimierza we Lwowie. Otrzymał dyplom z uprawnieniami do nauczania w gimnazjach i szkołach realnych z językiem wykładowym polskim.
Jako zastępca nauczyciela od 1906 r. pracował w II Szkole Realnej we Lwowie. W latach 1909–1920 pracował jako nauczyciel, a następnie profesor w gimnazjum klasycznym w Złoczowie. 
W 1920 r. na własną prośbę zwolnił się z posady nauczycielskiej w Złoczowie i przeniósł się do Wielkopolski. W październiku tego roku Kuratorium Okręgu Szkolnego Poznańskiego nadało mu stałą posadę nauczyciela w Państwowym Gimnazjum Klasycznym w Śremie, gdzie pozostał przez 4 lata. W 1924 r. otrzymał nominację na stanowisko dyrektora Państwowego Gimnazjum w Nakle, a w 1930 r. delegowano go do Państwowego Gimnazjum Klasycznego w Bydgoszczy, powierzając mu równocześnie kierownictwo tej szkoły. Na stanowisku dyrektora bydgoskiego gimnazjum pozostał do wybuchu II wojny światowej. Był również przewodniczącym Państwowej Komisji Maturalnej w Szkole Podchorążych dla Podoficerów i gimnazjum niemieckim w Bydgoszczy.
Pracę zawodową łączył z czynną działalnością społeczną i pracą w dziedzinie oświaty pozaszkolnej. Pracując w Złoczowie przez kilka lat był przewodniczącym Koła Towarzystwa Szkoły Ludowej, a w Śremie – Towarzystwa Czytelni Ludowych. Jako członek tych towarzystw wygłaszał odczyty i wykłady z zakresu oświaty. Występował z okazji narodowych uroczystości i obchodów. Był również wykładowcą Powszechnych Wykładów Uniwersyteckich. Pracując w gimnazjach opiekował się różnymi organizacjami młodzieży szkolnej (drużyny harcerskie, Towarzystwo Tomasza Zana). Ogłosił także drukiem kilka rozpraw naukowych
16 października 1939 r. został aresztowany przez Niemców i osadzony w obozie w koszarach artyleryjskich przy ul. Gdańskiej w Bydgoszczy. W nocy z 31 października na 1 listopada 1939 r. wywieziono go z grupą 51 współwięźniów i zamordowano w „Dolinie Śmierci” pod Fordonem (obecnie dzielnica Bydgoszczy). Po zakończeniu wojny zwłoki wydobyto i przeniesiono na Cmentarz Bohaterów Bydgoszczy na Wzgórzu Wolności.

## Ordery i odznaczenia
- Złoty Krzyż Zasługi (11 listopada 1934)[2]

## Upamiętnienie
Jego nazwisko znajduje się na tablicy pamiątkowej pomordowanych i zmarłych nauczycieli, którą wmurowano w ścianę klatki schodowej w gmachu I Liceum Ogólnokształcącego przy Placu Wolności.